# Valloria
Valloria es una localidad de la provincia de Soria, partido judicial de Soria, comunidad autónoma de Castilla y León, España. Pueblo de la comarca de Tierras Altas que pertenece al municipio de Las Aldehuelas. Desde el punto de vista jerárquico de la Iglesia católica forma parte de la Diócesis de Osma, la cual es  sufragánea de la archidiócesis de Burgos. En su término municipal se encuentra el Museo del Juego Tradicional.

## Geografía
Esta pequeña población de la comarca de  Tierras Altas está ubicada en el norte de la provincia, bañado por el río Cidacos afluente del Ebro al sur de las sierras de Alba y de Montes Claros. Vecina de las también localidades de Vizmanos y Las Aldehuelas.

### Comunicaciones
Localidad situada en la carretera provincial SO-P-1103 que partiendo de la autonómica SO-615 nos lleva en dirección oeste a Las Aldehuelas y a Santa Cruz de Yanguas.

## Historia
Villa que durante la Edad Media formaba parte de la Comunidad de Villa y Tierra de Yanguas, en el Censo de Floridablanca denominado Partido de Yanguas, señorío del marqués de Aguilar.
A la caída del Antiguo Régimen la localidad se constituye en municipio constitucional, conocido entonces como Valoria en la región de Castilla la Vieja, partido de Ágreda  que en el censo de 1842 contaba con 31 hogares y 128 vecinos.
A mediados del siglo XIX este municipio desaparece porque se integra en el municipio de Las Aldehuelas.

## Demografía
En el año 1981 contaba con 67 habitantes, concentrados en el núcleo principal, pasando a 24 en 2010, 12 varones y 12 mujeres.
| Gráfica de evolución demográfica de Valloria entre 2000 y 2010                                   |
|                                                                                                  |
| Población de derecho (2000-2010) según los censos de población del INE a 1 de enero de cada año. |

## Patrimonio
- Zonas arqueológicas de Valloria I y Valloria II: Declaradas Bienes de Interés Cultural desde el 5 de mayo de 2005.[7]

## Las fiestas
El 24 de agosto se celebra la fiesta de San Bartolomé.